# NASCAR Cup Series at Mexico City
La NASCAR Cup Series at Mexico City est une course automobile américaine réservée aux voitures de type stock-car dont la première édition a eu lieu le 15 juin 2025 sur le circuit routier Autódromo Hermanos Rodríguez de Mexico au Mexique.
La course est dénommée Viva Mexico 250.

## Histoire
Les tentatives d'organiser une course de Cup Series sur le circuit Gilles-Villeneuve au Canada ayant échoué, la NASCAR a travaillé avec les responsables de l'Autódromo Hermanos Rodríguez pour organiser cette course au Mexique. Le 27 août 2024, il est officiellement annoncé que la course s'y tiendra le 15 juin 2025.
Il s'agit de la première course de Cup Series organisée en dehors des États-Unis depuis 1958.

## Palmarès
| Saison | Date    | No | Pilote              | Écurie            | Manufacturier | Sponsor       | Distance | Distance      | Durée             | Vit. moy. Miles (km)/h | Note        | Réf.  |
| ------ | ------- | -- | ------------------- | ----------------- | ------------- | ------------- | -------- | ------------- | ----------------- | ---------------------- | ----------- | ----- |
| Saison | Date    | No | Pilote              | Écurie            | Manufacturier | Sponsor       | Tours    | Miles (km)    | Durée             | Vit. moy. Miles (km)/h | Note        | Réf.  |
| 2025   | 15 juin | 88 | Shane van Gisbergen | Trackhouse Racing | Chevrolet     | SafetyCulture | 100      | 242 (389,461) | 3 h 14 min 04 sec | 74,82 (120,41)         | Résumé (en) | [ 4 ] |

## Logo

Évolution du logo
2025